# 남구 (포항시)
남구(南區)는 대한민국 경상북도 포항시 남부에 있는 구이다.

## 역사
- 1995년 1월 1일 국회의원 선거구 포항시 남구에 해당하는 지역을 관할로 남구가 신설되었다.[3]
- 2009년 1월 1일 상대1동과 상대2동을 상대동으로, 해도1동과 해도2동을 해도동으로 통합하였다.[4]
- 2010년 1월 1일 대보면을 호미곶면으로 개칭하였다.[5]
- 2012년 4월 17일 포항야구장 내로 이전하였다.

## 행정 구역
포항 남구의 행정 구역은 3개 읍, 4개 면, 7개 행정동으로 구성되어 있다.
| 행정동   | 한자     | 면적   | 세대   | 인구    | 행정구역 |
| -------- | -------- | ------ | ------ | ------- | -------- |
| 구룡포읍 | 九龍浦邑 | 45.17  | 5,079  | 11,191  |          |
| 연일읍   | 延日邑   | 36.07  | 11,188 | 34,105  |          |
| 오천읍   | 烏川邑   | 70.5   | 16,126 | 43,783  |          |
| 대송면   | 大松面   | 32.62  | 2,459  | 6,012   |          |
| 동해면   | 東海面   | 43.62  | 4,836  | 12,979  |          |
| 장기면   | 長鬐面   | 100.27 | 2,624  | 5,680   |          |
| 호미곶면 | 虎尾串面 | 20.43  | 1,230  | 2,672   |          |
| 상대동   | 上大洞   | 3.44   | 12,227 | 30,637  |          |
| 해도동   | 海島洞   | 1.94   | 10,894 | 25,746  |          |
| 송도동   | 松島洞   | 1.86   | 7,864  | 19,512  |          |
| 청림동   | 靑林洞   | 6.74   | 3,191  | 7,959   |          |
| 제철동   | 製鐵洞   | 19.56  | 1,535  | 3,633   |          |
| 효곡동   | 孝谷洞   | 5.86   | 8,917  | 29,495  |          |
| 대이동   | 大梨洞   | 4.94   | 6,402  | 20,266  |          |
| 남구     | 南區     | 393.02 | 94,572 | 253,670 |          |

## 인구
- 남구(에 해당하는 지역)의 연도별 인구 추이[6]

| 연도   | 총인구    |  |
| ------ | --------- |  |
| 1995년 | 263,078명 |  |
| 2000년 | 264,721명 |  |
| 2005년 | 247,713명 |  |
| 2010년 | 252,528명 |  |
| 2015년 | 249,554명 |  |
| 2020년 | 230,422명 |  |

## 교육 기관

포항공과대학교(포스텍) 전경

| 포항공과대학교 | 남구 지곡로 150 |  |

| 포항과학기술고등학교 | 북구 병포길52번길 17 |  |

| 포항동성고등학교 | 남구 동해면 일월로41번길 26 |  | 세명고등학교         | 남구 새천년대로474번길 13 |  |
| 영일고등학교     | 남구 연일읍 동문로 56       |  | 오천고등학교         | 남구 오천읍 해병로 293    |  |
| 포항제철고등학교 | 남구 지곡로212번길 40       |  | 포항제철공업고등학교 | 남구 지곡로 150           |  |

| 구룡포중학교 | 남구 구룡포읍 병포길52번길 17 |  | 대보중학교     | 남구 호미곶면 해맞이로 122 |  |
| 동해중학교   | 남구 동해면 일월로31번길 26   |  | 상도중학교     | 남구 상공로92번길 16       |  |
| 송도중학교   | 남구 축항로72번길 11          |  | 영일중학교     | 남구 연일읍 동문로 47      |  |
| 오천중학교   | 남구 오천읍 해병로 293        |  | 유강중학교     | 남구 연일읍 유강길 52      |  |
| 장기중학교   | 남구 장기면 읍내길 53         |  | 포항제철중학교 | 남구 지곡로 150            |  |
| 신흥중학교   | 남구 오천읍 장기로 1636       |  | 포항이동중학교 | 남구 대이로 170            |  |

| 구룡포초등학교 | 남구 구룡포읍 구룡포길 61   |  | 구정초등학교     | 남구 오천읍 구정길 11      |  |
| 남성초등학교   | 남구 대송면 홍계길 20       |  | 대도초등학교     | 남구 상공로92번길 25-10    |  |
| 대보초등학교   | 남구 호미곶면 보천길 16     |  | 대이초등학교     | 남구 대이로46번길 35       |  |
| 대잠초등학교   | 남구 중흥로161번길 16       |  | 대해초등학교     | 남구 양학천로150번길 58    |  |
| 동해초등학교   | 남구 동해면 일월로 78       |  | 문덕초등학교     | 남구 오천읍 해병로 397     |  |
| 문충초등학교   | 남구 오천읍 정몽주로 49     |  | 상대초등학교     | 남구 대해로 82             |  |
| 송도초등학교   | 남구 송도로 80              |  | 송림초등학교     | 남구 축항로 55             |  |
| 신흥초등학교   | 남구 중흥로100번길 13       |  | 양포초등학교     | 남구 장기면 장기로 33      |  |
| 연일초등학교   | 남구 연일읍 철강로25번길 40 |  | 연일형산초등학교 | 남구 연일읍 형산강남로 262 |  |
| 오천초등학교   | 남구 오천읍 정몽주로 572    |  | 유강초등학교     | 남구 연일읍 유강길9번길 39 |  |
| 이동초등학교   | 남구 포스코대로 147-10      |  | 인덕초등학교     | 남구 인덕6길 55            |  |
| 장기초등학교   | 남구 장기면 장기로 366      |  | 제철서초등학교   | 남구 지곡로 25             |  |
| 제철동초등학교 | 남구 지곡로 60              |  | 제철지곡초등학교 | 남구 지곡로 295            |  |
| 청림초등학교   | 남구 정몽주로 890           |  | 효자초등학교     | 남구 효성로30번길 5        |  |

## 연계 교통

### 열차
| 동해선 | 부조역 ↔ 효자역 ↔ 양학동역 ↔ 포항역 |
| 괴동선 | 효자역 ↔ 괴동역 ↔* 제철역           |

### 버스

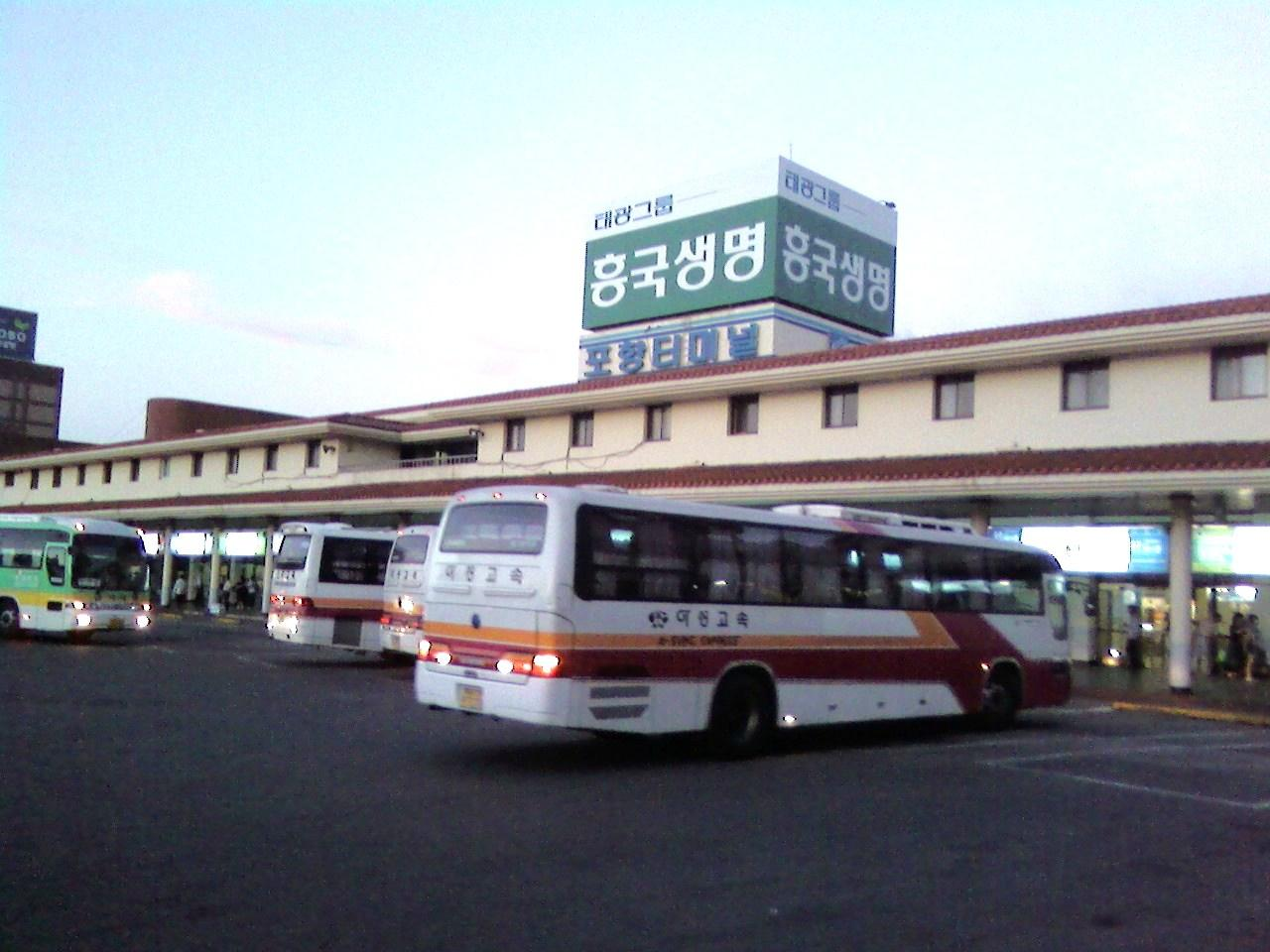
포항터미널

| 포항고속버스터미널 | 고속버스 운행 (해도동) |
| 포항시외버스터미널 | 시외버스 운행 (상도동) |

### 공항

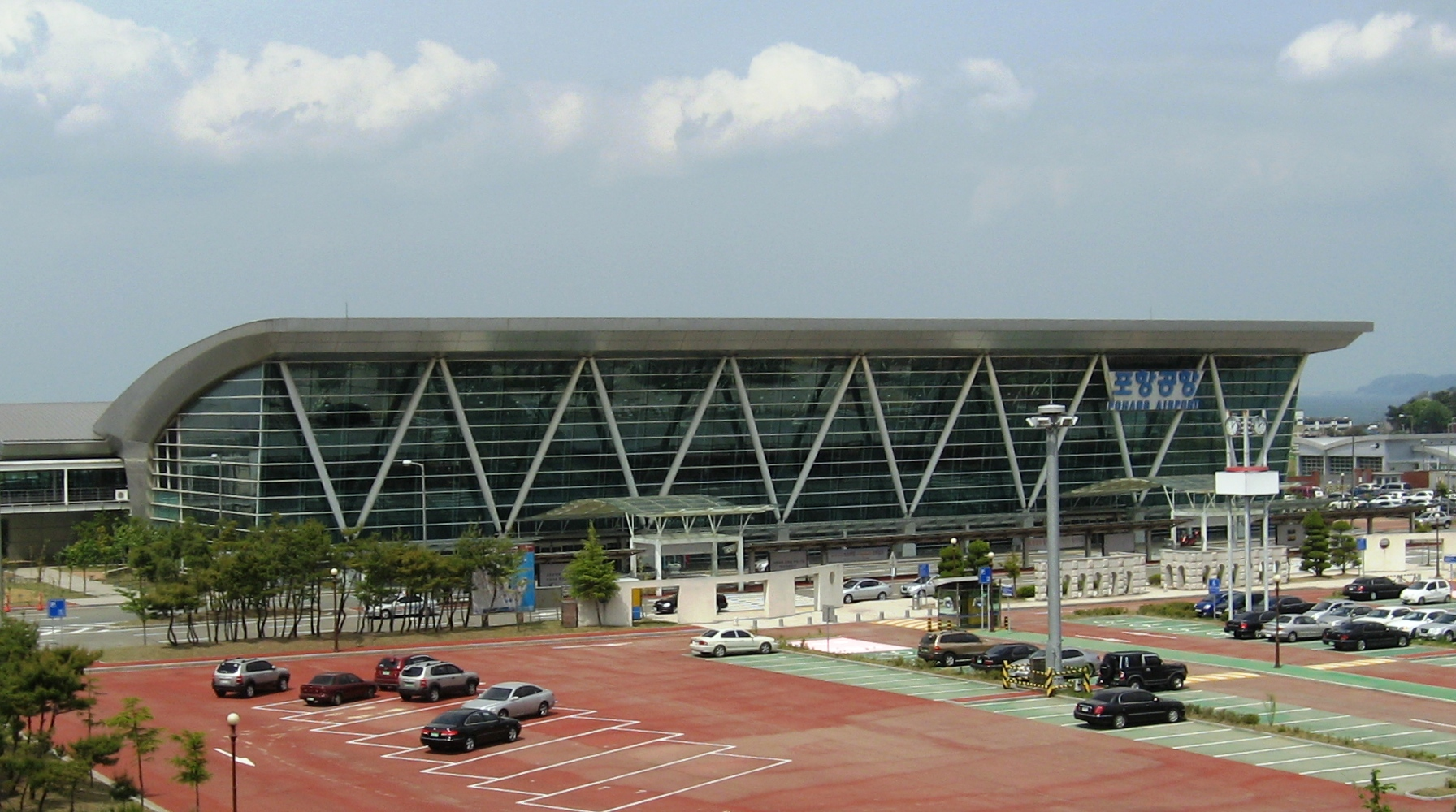
포항경주공항

| 포항경주공항 | 서울, 제주 노선 운행 |

### 간선 도로
| 도로 이름  | 도로 종류 및 등급 | 비고 | 도로 이름  | 도로 종류 및 등급 | 비고 |
| ---------- | ----------------- | ---- | ---------- | ----------------- | ---- |
| 동해대로   | 국도 제28호선     |      | 새천년대로 | 국도 제7호선      |      |
| 포스코대로 | 국도 제31호선     |      | 희망대로   |                   |      |
| 영일만대로 |                   |      | 동해안로   | 국도 제31호선     |      |
| 건포산업로 | 국도 제20호선     |      | 기림로     | 국도 제14호선     |      |
| 새마을로   | 국도 제31호선     |      | 괴동로     |                   |      |
| 금광로     |                   |      | 남원로     |                   |      |
| 냉천로     |                   |      | 대송로     |                   |      |
| 대이로     |                   |      | 대해로     |                   |      |
| 도솔로     |                   |      | 동문로     |                   |      |
| 문덕로     |                   |      | 문덕서로   |                   |      |
| 문예로     |                   |      | 방산로     |                   |      |
| 상공로     |                   |      | 상대로     |                   |      |
| 상도로     |                   |      | 서동로     |                   |      |
| 서원재로   |                   |      | 섬안로     |                   |      |
| 세오로     |                   |      | 송덕로     |                   |      |
| 송도로     |                   |      | 송림로     |                   |      |
| 송정로     |                   |      | 시청로     |                   |      |
| 신항로     |                   |      | 약전로     |                   |      |
| 양학천로   |                   |      | 연오로     |                   |      |
| 연일로     |                   |      | 연일중앙로 |                   |      |
| 연지로     |                   |      | 오어로     |                   |      |
| 용주로     |                   |      | 운제로     |                   |      |
| 운하로     |                   |      | 원동로     |                   |      |
| 이동로     |                   |      | 인덕로     |                   |      |
| 일월로     |                   |      | 일출로     |                   |      |
| 자명로     |                   |      | 장기로     | 지방도 제929호선  |      |
| 장흥로     |                   |      | 정몽주로   | 국도 제14호선     |      |
| 중섬로     |                   |      | 중앙로     |                   |      |
| 중원로     |                   |      | 중흥로     |                   |      |
| 지곡로     |                   |      | 철강로     |                   |      |
| 철강산단로 |                   |      | 청림로     |                   |      |
| 청암로     |                   |      | 축항로     |                   |      |
| 충무로     |                   |      | 하원로     |                   |      |
| 하정로     |                   |      | 해동로     |                   |      |
| 해맞이로   |                   |      | 해병로     |                   |      |
| 해안로     |                   |      | 형산강남로 |                   |      |
| 형산강북로 |                   |      | 호동로     |                   |      |
| 호미로     | 지방도 제929호선  |      | 효성로     |                   |      |
| 효자로     |                   |      |            |                   |      |

### 고속 도로
| 노선 이름          | 노선 이름     | 기점              | 비고     |
| ------------------ | ------------- | ----------------- | -------- |
| 새만금포항고속도로 | 학전 나들목   | 대구방향 67.7km   |          |
| 새만금포항고속도로 | 포항 나들목   | 대구방향 69.0km   |          |
| 동해고속도로       | 남포항 나들목 | 부산방향 111.61km | 완전개통 |

## 명소
- 구룡포해수욕장

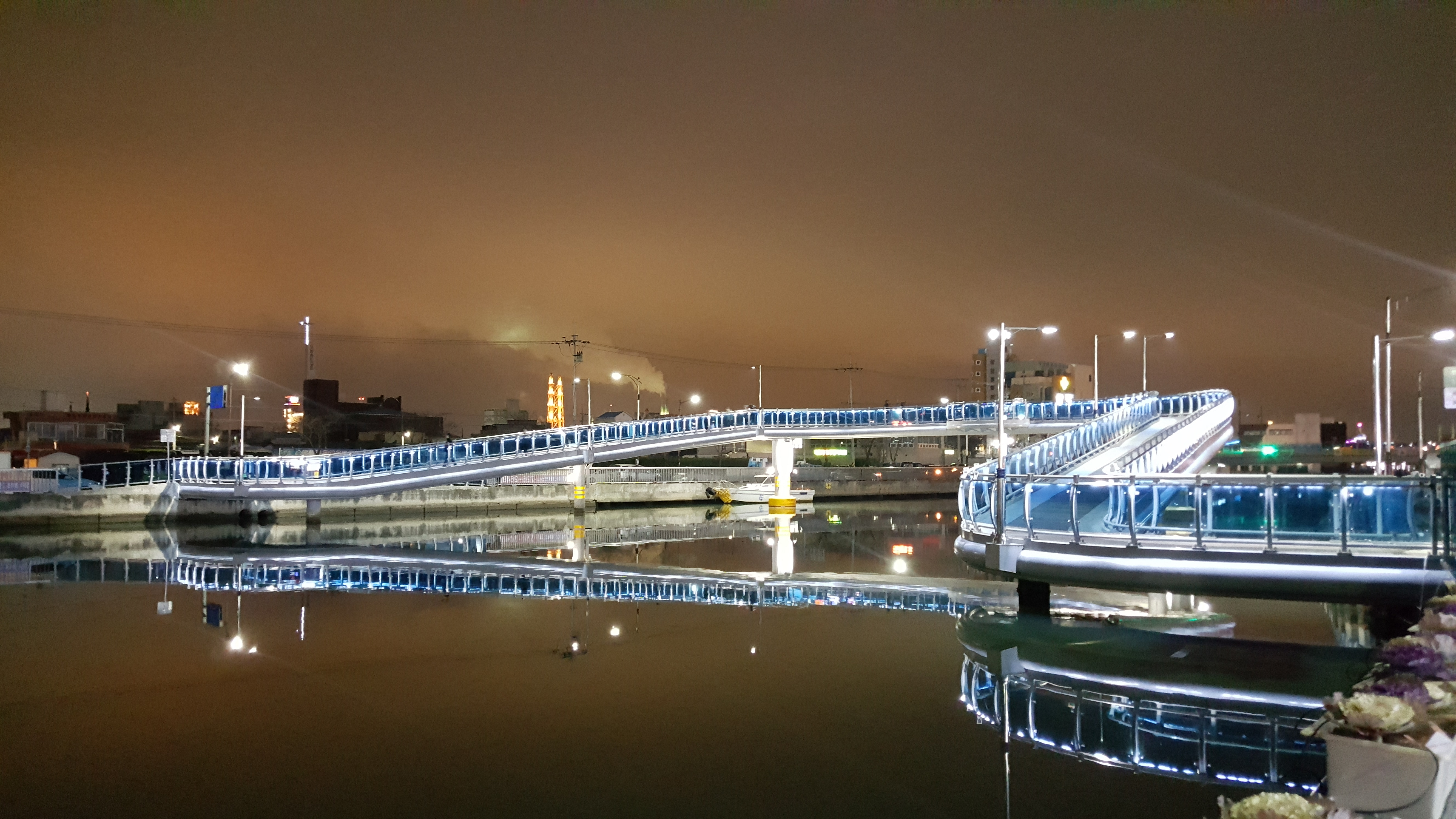
포항운하
- 호미곶

- 포항운하

## 같이 보기
- 남구청